# Királylaki-barlang
A Királylaki-barlang a Budai-hegység leghosszabb, Magyarország harmadik leghosszabb olyan barlangja, amely dolomitban alakult ki. Magyarország megkülönböztetetten védett barlangjai között van.

## Leírás
A Duna–Ipoly Nemzeti Parkban, Budapest III. kerületében, a Tábor-hegy oldalában, a Királylaki útnál, egy lakópark és a természetvédelmi terület határán található, régi, stratégiai gáztározó alagútjából, körülbelül 100 méterre a gáztározó bejáratától van a bejárata. Az alagút bejárata és a barlang bejárata le van zárva.
Tűzköves, triász dolomitban, ferde, tektonikus sík mentén alakult ki. A dolomit a tektonikus törések találkozásánál annyira összemorzsolódott, hogy a leszivárgó vizek korrodáló hatására a repedések sziklaüreggé tágultak. A porladó dolomitban a nagyobb termek mellett jellemzőek a keskeny hasadékok. A barlangban nagy mennyiségben találhatók hévizes eredetű cseppkőképződmények. A Duna–Ipoly Nemzeti Park Igazgatóság engedélyével, kutatási céllal, kutatócsoporttal, tiszta ruhában és elektromos lámpa használatával látogatható.
A harmadik leghosszabb dolomitban kialakult magyarországi barlang. A Budai-hegység leghosszabb dolomitban keletkezett barlangja.
Előfordul a barlang az irodalmában Királylaki-táró-barlangja (Fazekas 2013) és Óbudai-gáztározó barlangja (Slíz 2014) neveken is.

## Történet
Az egykor az Óbudai Gázgyár tulajdonában lévő területen található, régi stratégiai gáztározóból nyíló, természetes eredetű barlangról, amit Szenthe István fedezett fel és tárt fel, 2011 tavaszán érkezett bejelentés a VM Barlangtani és Földtani Osztályára. Ezután a Barlangtani és Földtani Osztály helyszínelte és nyilvántartásba vette a barlangot. Az üregrendszer feltárását 2011. november 24-én kezdte az Ariadne Karszt- és Barlangkutató Egyesület. A Duna–Ipoly Nemzeti Park Igazgatóság működési területén lévő és 4763-39 kataszteri számú Királylaki-barlang, 2012. február 25-től, a vidékfejlesztési miniszter 4/2012. (II. 24.) VM utasítása szerint, megkülönböztetetten védett barlang.
2013. július 19-től a vidékfejlesztési miniszter 58/2013. (VII. 11.) VM rendelete szerint a Királylaki-táró-barlangja (Budai-hegység, Duna–Ipoly Nemzeti Park Igazgatóság működési területe) az igazgatóság hozzájárulásával látogatható. 2021. május 10-től az agrárminiszter 17/2021. (IV. 9.) AM rendelete szerint a Királylaki-táró-barlangja (Budai-hegység, Duna–Ipoly Nemzeti Park Igazgatóság működési területe) az igazgatóság engedélyével látogatható. A 13/1998. (V. 6.) KTM rendelet egyidejűleg hatályát veszti.

## Galéria

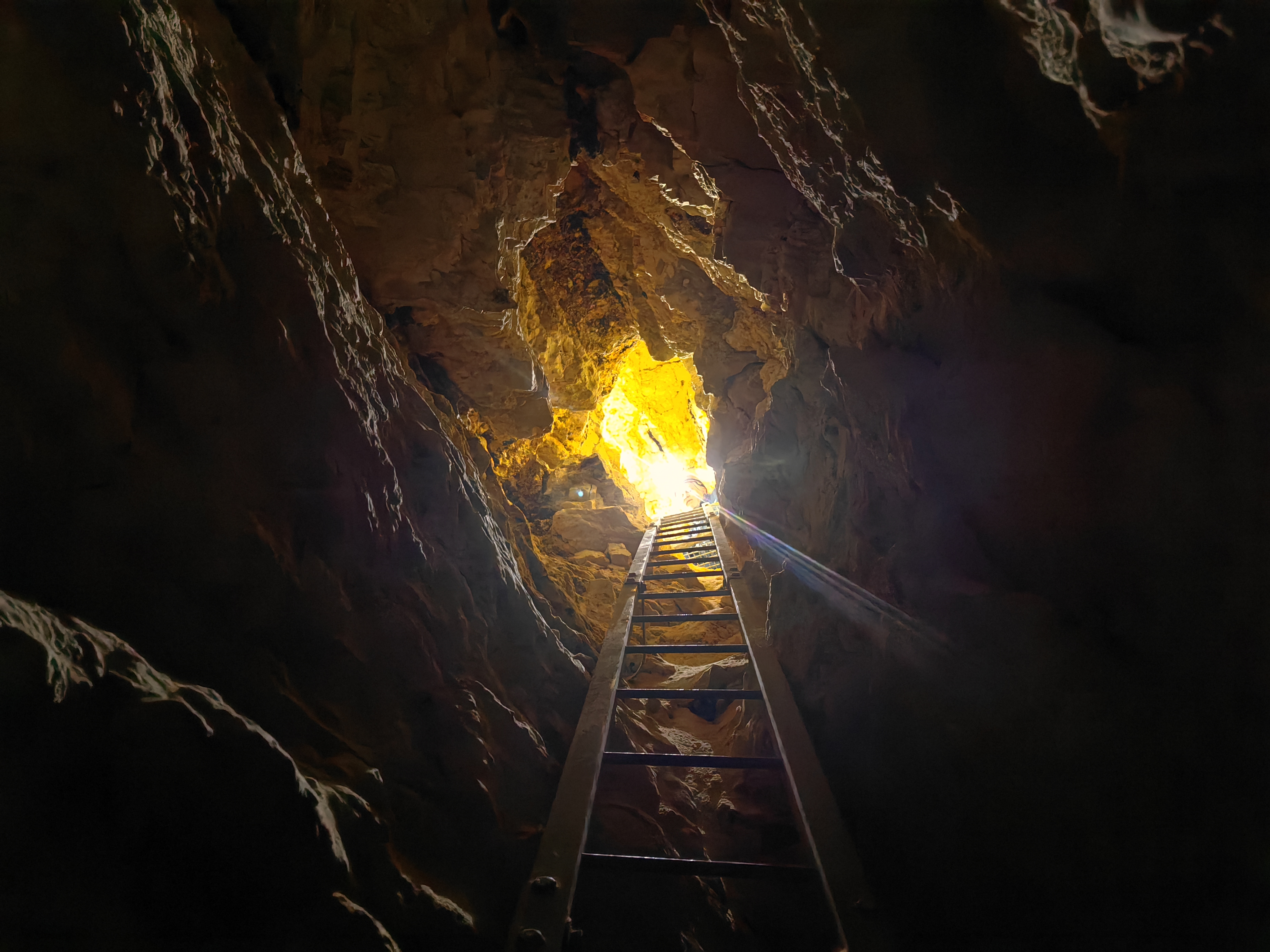
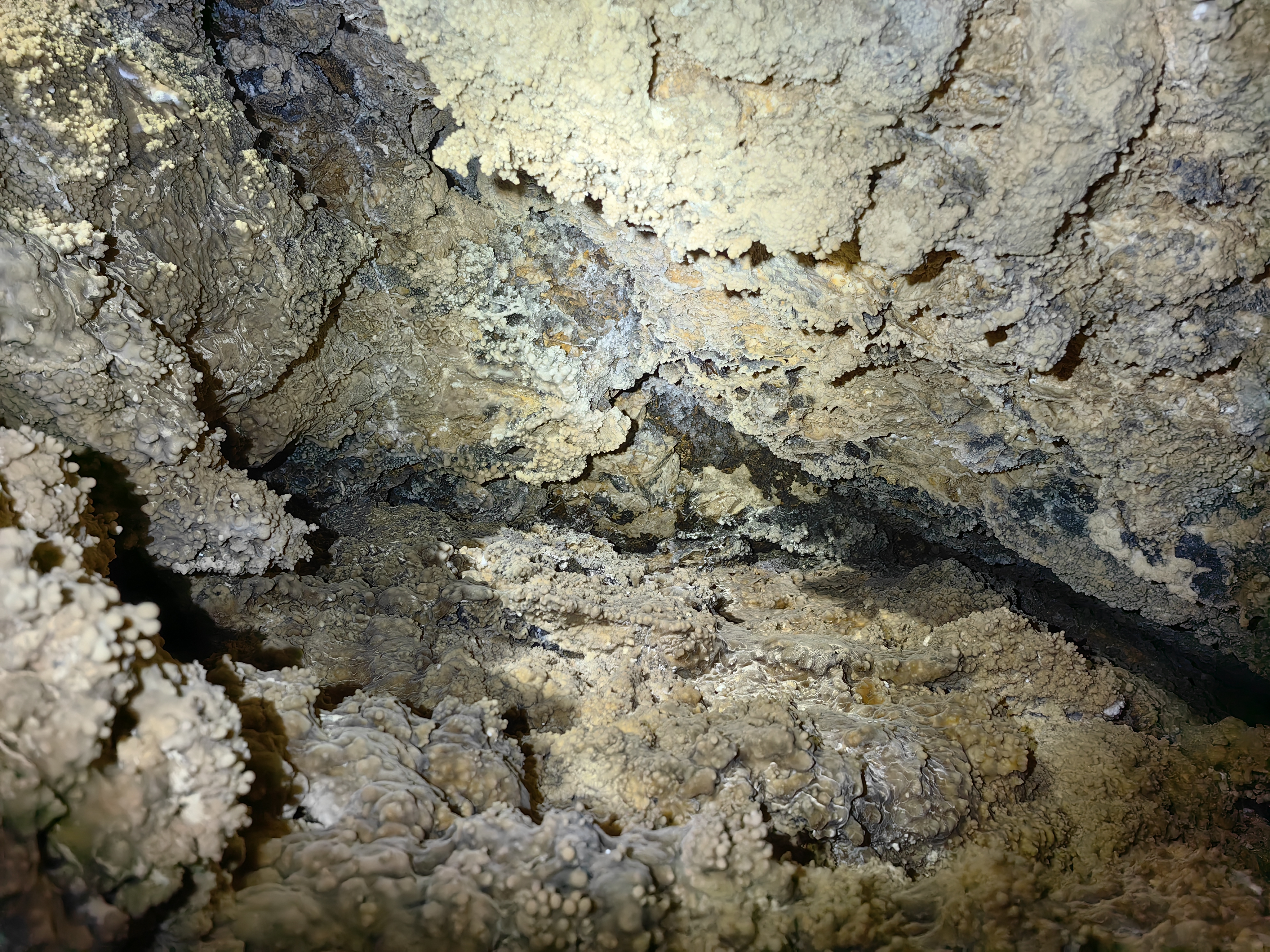
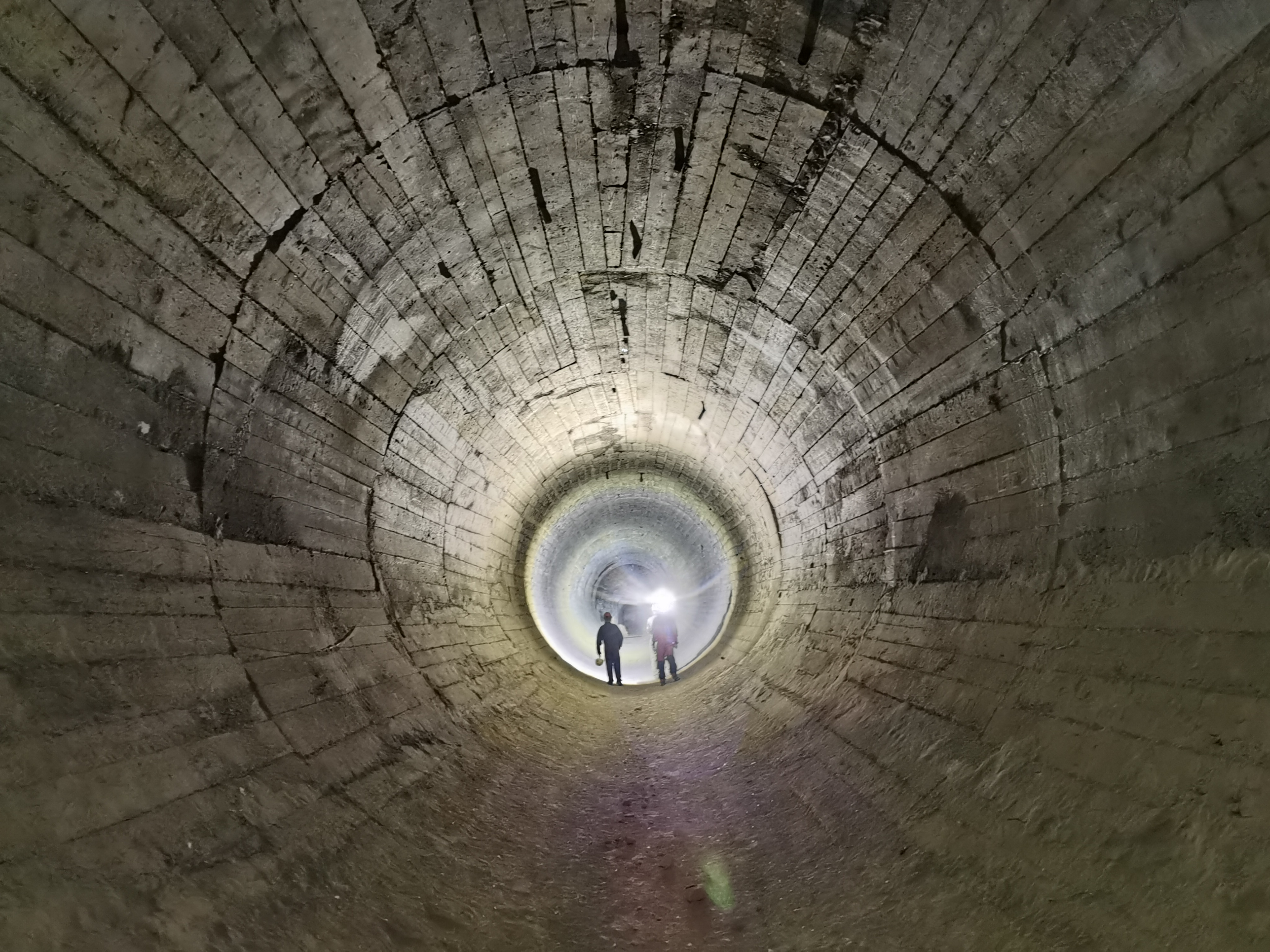
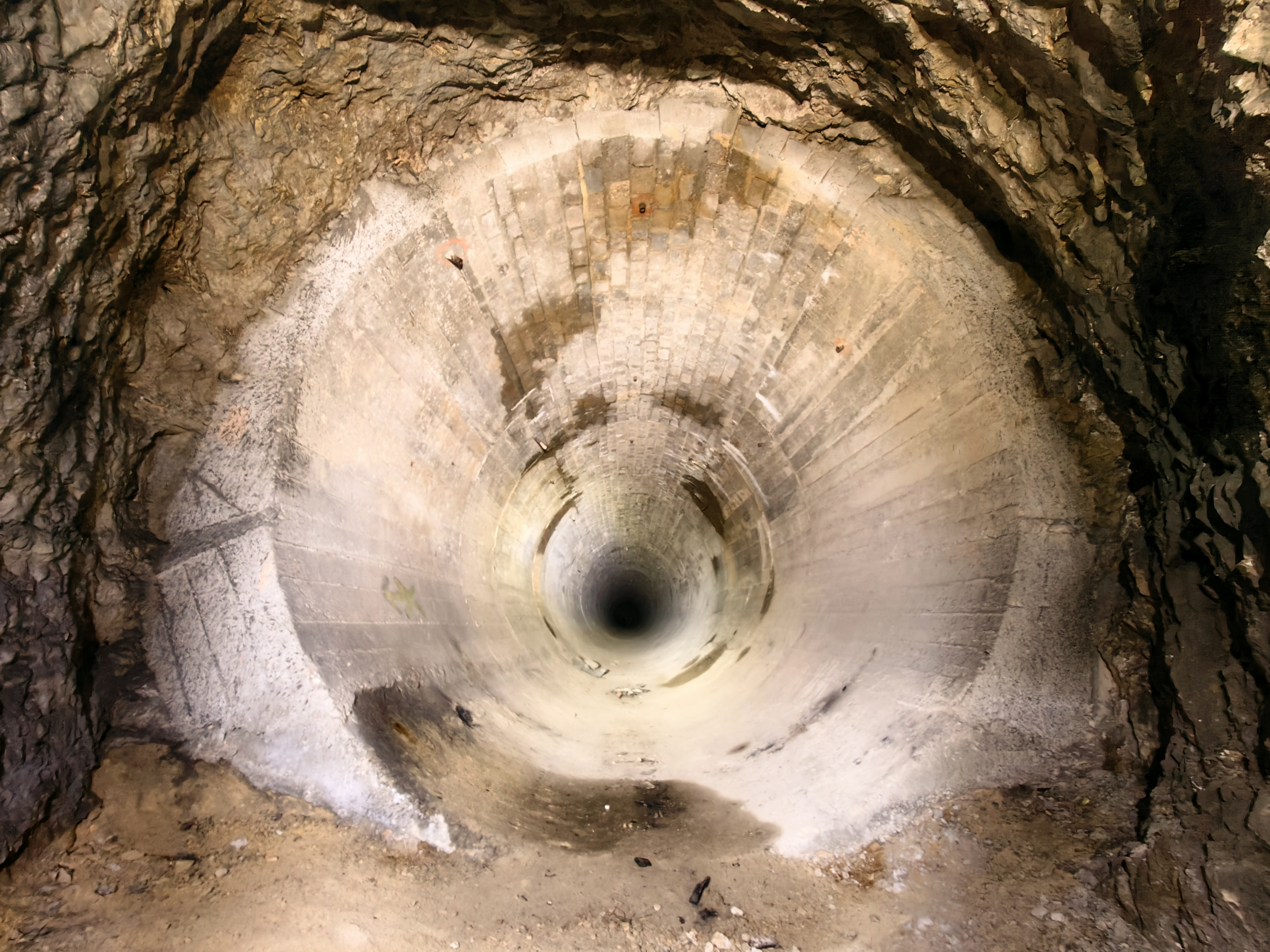